# Fourme
Fourme est une appellation francisée d'un terme occitan utilisée pour désigner des fromages de garde du Massif central. La méthode d'obtention comprend une découpe du caillé à la lyre pour les pâtes persillées ou un fraisage de la tome pour les pâtes pressées non cuites. Le formage des grains est obtenu grâce à une forme (ou moule) pour obtenir un fromage cylindrique et de masse conséquente : de deux à 40 kg.

## Étymologie
« Fourme » est une francisation du terme occitan « forma » (prononcé [fuʀma] et [fuʀmo] selon le pays ou micro-région), signifiant littéralement « forme » en français. Ce terme occitan étant  issu du latin « forma » ayant le même sens,.
Exemple extrait du Dictionnaire patois-français du département de l'Aveyron publié en 1879 mettant le terme « forma » en situation dans un contexte languedocien des pays du Rouergue, de la Haute-Auvergne et du Gévaudan. 

## Le terme «fourme» dans les appellations fromagères les plus connues
Fromages au lait de vache ou de brebis à pâte persillée issus de pays différents du Massif central :
- fourme d'Ambert ;
- fourme de Montbrison (dont la fourme de Saint-Anthème) ;
- Fourme de Pierre-sur-Haute ;
- fourme de Roquefort ;
- fourme d'Yssingeaux.

Fromages à pâte pressée non cuite, tels que :
- fourme de Salers ;
- fourme de Cantal ;
- fourme de Laguiole ;
- fourme de Rochefort-Montagne ;
- fourme d'Asco (fromage de brebis corse).